# Max Trautz
Max Theodor Trautz (* 19. März 1880 in Karlsruhe; † 19. August 1960 ebenda) war ein deutscher Chemiker (Physikalische Chemie).

## Leben
Trautz, der Sohn des Oberkirchenrats Theodor Trautz, besuchte das Gymnasium in Karlsruhe und begann dort 1898 sein Chemiestudium. Am 18. Juli 1900 legte er in Karlsruhe bei Carl Engler das Verbandsexamen als erste akademische Prüfung im Fach Chemie ab. Nach Fortsetzung seines Studiums an der Universität Leipzig und einer Ergänzungsprüfung zum Verbandsexamen bei Wilhelm Ostwald am 17. Dezember 1901, wurde Trautz in Leipzig 1903 mit summa cum laude zum Dr. phil. promoviert (Titel der Dissertation: Zur physikalischen Chemie des Bleikammerprozesses). Ab 1903 war er Assistent in Freiburg und habilitierte sich 1905 (Studien über Chemilumineszenz). Ab 1910 war er außerordentlicher Professor für Physikalische Chemie an der Universität Heidelberg, an der er 1927 ordentlicher Professor wurde und Direktor des Instituts für Physikalische Chemie und Elektrochemie. 1929/30 und 1933 war er Dekan in Heidelberg. 1934 wurde er Professor an der Universität Rostock und 1936 bis 1945 ordentlicher Professor für Anorganische Chemie an der Universität Münster und Direktor des Chemischen Instituts.
Er ist bekannt für Arbeiten zur chemischen Kinetik und begründete mit William Lewis (1885–1956) die Stoßtheorie chemischer Reaktionen, wobei Trautz diese 1916 veröffentlichte, Lewis 1918. Weiter befasste er sich mit Tribolumineszenz und Chemolumineszenz. Er war einer der Ersten, der die chemische Aktivierung durch Licht erforschte.
Er war ab 1928 Mitglied der Heidelberger Akademie der Wissenschaften. Ab 1949 war er Mitherausgeber der Zeitschrift für anorganische Chemie. 1952 wurde er Ehrendoktor in Karlsruhe.
Er ist der Vater von Fritz Trautz.

## Schriften
- Praktische Einführung in die allgemeine Chemie. Anleitung zu physikalisch-chemischem Praktikum und selbständiger Arbeit. Leipzig 1917
- Lehrbuch der Chemie, 3 Bände, Berlin 1922–1924.
- zusammen mit Anton Zürn: Messungen zur Kritik der elektrischen Differentialmethode zur Bestimmung von Cv an Gasen. In: Wilhelm Geibel (Hg.): Festschrift zum 70. Geburtstage von Dr. phil. Dr. ing. e. h. Wilhelm Heraeus, Hanau: G. M. Albertis Hofbuchhandlung Bruno Clauss 1930, S. 115–158.